# Sailly (Alta Marna)
Sailly è un comune francese di 45 abitanti situato nel dipartimento dell'Alta Marna nella regione del Grand Est.

## Società

### Evoluzione demografica
Abitanti censiti